# شیخعلی‌خان زنگنه
شیخعلی‌خان زنگنه (۹۹۰ خورشیدی – ۱۰۶۸ خورشیدی) در فاصله سالهای ۱۰۴۸ تا ۱۰۶۸ خورشیدی، برای نزدیک به ۲۰ سال، به‌عنوان وزیر اعظم شاه سلیمان صفوی فعالیت نمود.
شیخعلی خان فرزند عالی بالی بیک زنگنه، از بزرگان ایل زنگنه بود. شیخعلی خان در سال ۱۰۴۹ق به امارت ایل زنگنه رسید و در زمان شاه عباس دوم به سال ۱۰۶۴ق/۱۶۵۳م به عنوان حاکم کرمانشاه منصوب شد.
شیخعلی خان در طول بیست سال وزارت خود کشور را از لحاظ اداری، اقتصادی، نظامی و سیاست خارجی، حیاتی نو بخشید و سرانجام پس از حدود بیست سال وزارت در سال ۱۰۶۸ خورشیدی درگذشت.

## عمارت‌ها و بناهای منسوب به شیخعلی‌خان زنگنه
در دوران شیخعلیخان زنگنه ساختمان‌هایی از قبیل رباط‌ها، مسجدها و مدرسه‌های مختلفی در اصفهان و شهرهای دیگر ساخته شده است. برخی از ساختمان‌های منسوب به شیخعلیخان عبارت‌اند از:
- مسجد خان (مسجد شیخ علیخان زنگنه) که در سال ۱۰۹۰ قمری ساخته شد و در محلهٔ تلواژگان اصفهان خیابان هشت بهشت غربی خیابان گلزار کوچه شیخ علیخان قرار دارد و با شمارهٔ ثبت ۲۱۵۵ به‌عنوان یکی از آثار ملی ایران به ثبت رسیده است.
- حمام خان در مجاورت مسجد شیخ علیخان زنگنه
- کاروانسرای چاله‌سیاه در اصفهان
- مدرسه شیخعلیخان زنگنه در تویسرکان[۴]
- راسته بازار چارسوق در تویسرکان
- حمان خان، در محلهٔ جولاستان تویسرکان
- کاروانسرای تویسرکان
- پل قدیمی تویسرکان
- آب‌انبار اسدآباد
- تعمیر مسجد جامع اسدآباد
- قلعهٔ شیخعلیخان در همدان
- کاروانسرای اسدآباد
- پل شیخعلیخان در زرقان فارس
- کاروانسرای بیستون
- کتیبهٔ وقف‌نامهٔ شیخعلیخان در بیستون[۵]
- کاروانسرای ماهیدشت
- کاروانسرای سرپل ذهاب
- کاروانسرای هارون‌آباد (اسلام‌آباد غرب)
- کاروانسرای کرند
- کاروانسرای قصر شیرین
- کاروانسرای کنگاور
- کاروانسرای صحنه
- کاروانسرای سنقر
- مقبرهٔ فاضل تونی ملا عبدالله محمد تونی بشرویه‌ای در جادهٔ کرمانشاه به بغداد در نزدیکی پل کهنهٔ قره‌سو.